# Tetrastichus laminatus
Tetrastichus laminatus är en stekelart som beskrevs av Jean-Jacques Kieffer 1910. Tetrastichus laminatus ingår i släktet Tetrastichus och familjen finglanssteklar. Inga underarter finns listade i Catalogue of Life.